# Estación de Delicias
La estación de Delicias, también conocida históricamente como Madrid-Delicias, es una estación de ferrocarril situada en el municipio español de Madrid, en la Comunidad de Madrid. Las instalaciones se encuentran situadas en el madrileño paseo de las Delicias.
Inaugurada en 1880, fue la primera estación monumental que se construía en la capital española. Durante muchos años constituyó la cabecera de los expresos que iban a Portugal y el Oeste del país. Tras la Guerra Civil pasó a integrarse en la red de la nueva RENFE. Aunque a finales de la década de 1960 llegó a ser por corto tiempo una de las cuatro estaciones más importantes de Madrid (junto a Atocha, Chamartín y Norte), para aquella época ya había pasado su anterior etapa de esplendor. Fue clausurada en 1969 al servicio de viajeros, siendo posteriormente utilizada como depósito de material. En la actualidad ya no presta servicios ferroviarios y en sus antiguas instalaciones alberga el Museo del Ferrocarril de la Fundación de los Ferrocarriles Españoles.
No debe confundirse con la estación de Cercanías de Delicias, la cual se sitúa unos metros más arriba subiendo por el paseo homónimo, ni con la estación de metro de Delicias, situada también en el mismo paseo, a unos metros de la primera.

## Situación ferroviaria
La estación está enlazada con la red ferroviaria española a través de un pequeño ramal que conecta con la línea Delicias-Santa Catalina, de ancho ibérico. Históricamente, también fue cabecera de la línea Madrid-Valencia de Alcántara.

## Historia

### Construcción y primeros años

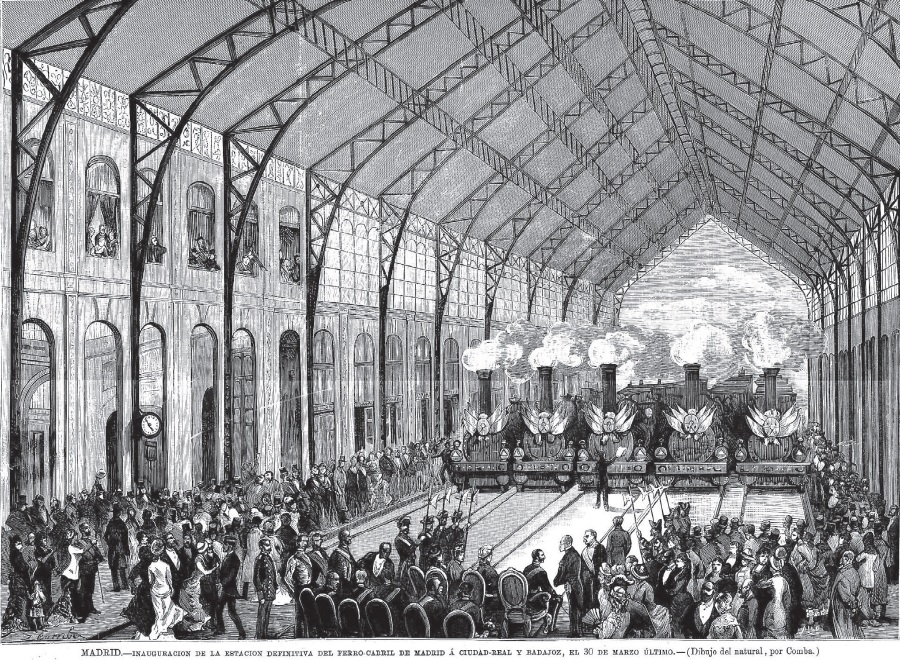
«Inauguración de la Estación definitiva del ferrocarril de Madrid a Ciudad Real y Badajoz», por Juan Comba (1880).

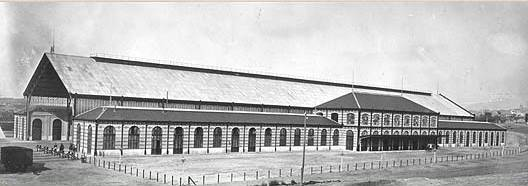
Vista de la Estación de Delicias, recién terminada. Fotografía de J. Laurent, entre los años 1880 y 1882.

Antes de construirse la estación, Madrid estaba unida ferroviariamente con Lisboa a través de Ciudad Real y Badajoz, si bien la línea entre Madrid y Ciudad Real, que discurría por Alcázar de San Juan y Manzanares, estaba operada por la Compañía de los Ferrocarriles de Madrid a Zaragoza y Alicante (MZA), mientras que el resto del trazado era propiedad de la Compañía de los Caminos de Hierro de Ciudad Real a Badajoz (CRB). Esta última decidió hacer un trazado más directo entre Madrid y Ciudad Real a través de Parla, Algodor, Mora de Toledo y Malagón, dejando por tanto de depender de la MZA. El rey Alfonso XII, el 3 de febrero de 1879, inauguró esta línea directa entre las dos ciudades, y muy poco después, el 13 de marzo de 1880, haría lo mismo con la terminal madrileña de Delicias.
Sin embargo, la CRB fue casi inmediatamente absorbida por la MZA y, como esta ya disponía de la estación del Mediodía (Atocha) para operar. Mediante un convenio firmado en París el 13 de febrero de 1883 la estación de Delicias fue adquirida por la Compañía de los Ferrocarriles de Madrid a Cáceres y Portugal (MCP), que fue quien acabaría operando la estación, y se convirtió desde entonces en una estación internacional que unía las capitales de España y Portugal. Los trenes a Ciudad Real continuaron saliendo de Delicias hasta que finalizaron las obras de remodelación de la estación de Atocha en diciembre de 1892. En Delicias se estableció la cabecera de la compañía MCP, con la sede de sus oficinas y desde donde dirigía las operaciones ferroviarias.
Debido a la escasez de población de las localidades por las que pasaba, la línea fue principalmente usada para el transporte de mercancías, como ganado, corcho y cereales. Entre los trenes de viajeros que ofrecieron sus servicios destacan el Rápido (convertido en Lusitania), el Correo Exprés, el Ligero, el Ómnibus o el Correo. En 1928, dada la crítica situación económica de la compañía MCP, el Estado se incautó de esta y la integró en la Compañía Nacional de los Ferrocarriles del Oeste. Desde entonces Madrid-Delicias se convirtió en la cabecera y en la principal estación de la compañía. En 1934 se revisó el proyecto de electrificación de la línea, y comenzaron los trabajos al año siguiente, aunque inmediatamente se vieron paralizados por el comienzo de la Guerra Civil. Debido al sitio de Madrid por las tropas del ejército franquista, durante el transcurso de la contienda la actividad de la estación fue casi inexistente.

### Administración de RENFE
En 1941, con la nacionalización de la totalidad de la red ferroviaria española de ancho ibérico, la estación pasó a manos de la recién creada RENFE, que continuó los trabajos de electrificación según el proyecto de la anterior compañía. Se instaló un sistema de corriente continua de 1500 voltios. La inauguración oficial fue el 9 de febrero de 1946. Durante la década de 1940 también se quiso ejecutar un ambicioso proyecto de reforma de la estación, pero al final solo se intervino en el vestíbulo principal. El 1 de julio de 1969, inaugurada la estación de Chamartín, Delicias se cerró definitivamente al tránsito de viajeros, y en 1971 al de mercancías, si bien sus instalaciones continuaron siendo utilizadas como depósito de material ferroviario durante algunos años. Además, hasta comienzos de la década de 1990 el edificio también acogería otros muchos usos, como plató para el rodaje de películas, escenario de spots publicitarios, pasarela para desfiles de moda, etc.
En 1980, tras once años en que la fiebre especuladora amenazó su existencia, RENFE solicitó que se incoara expediente para que la estación fuese declarada Monumento Histórico Nacional y cobijara sus fondos ferroviarios. Se firmó un acuerdo entre la compañía y el Ministerio de Cultura para que el edificio albergara las sedes del Museo Nacional de Ciencia y Tecnología (MUNCYT) y del Museo del Ferrocarril. Según el acuerdo, RENFE permitiría la división de la estación para ser utilizada para ambos cometidos y a cambio el ministerio participaría en la restauración del edificio, cuyo coste total fue de 370 millones de pesetas (en la actualidad serían 2 223 745 €). La nueva ubicación del Museo del Ferrocarril fue finalmente inaugurada el 19 de diciembre de 1984, inaugurándose en 1997 la sede del Museo Nacional de Ciencia y Tecnología, que se encontraba en uno de los laterales del a estación. No obstante, en 2014 se inauguró en Alcobendas una nueva sede del MUNCYT. A mediados de la década de 1990 se realizaron importantes reformas en la estación de Delicias, consistentes en el cierre del testero y el faldón de la marquesina para preservar el interior de acuerdo con su nueva función museística.
Desde enero de 2005 el organismo Adif es la titular de las instalaciones ferroviarias.

## El edificio

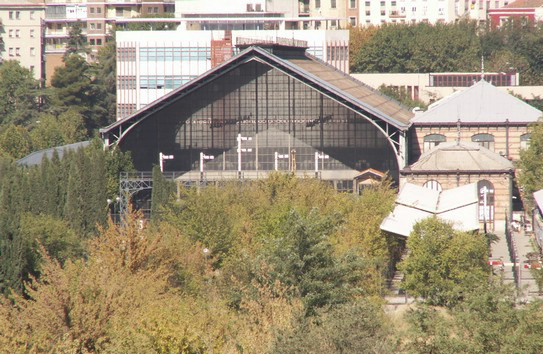
Parte posterior de la estación en la actualidad, vista desde el Parque Enrique Tierno Galván.

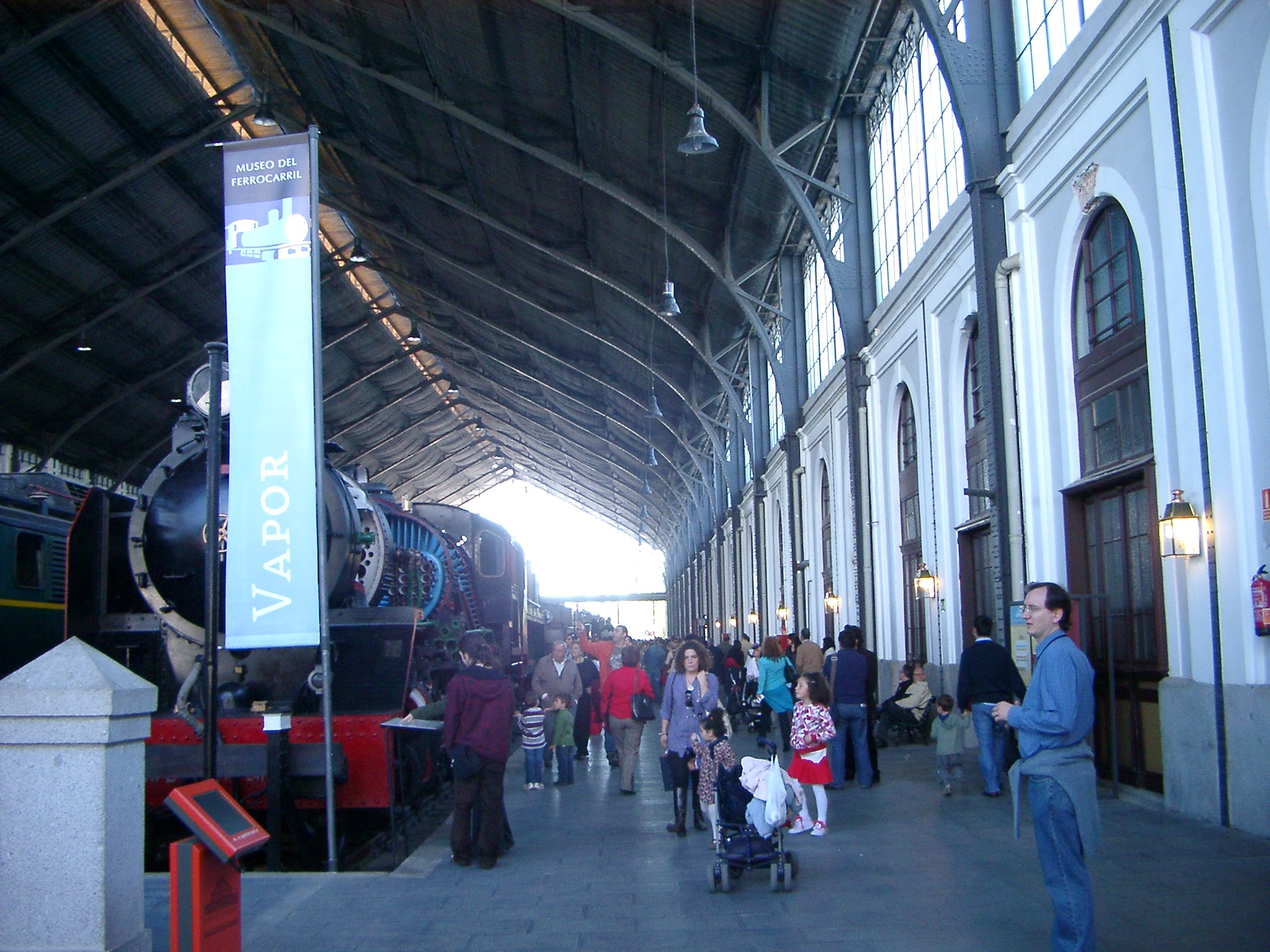
Interior de la estación, que alberga en la actualidad el Museo del Ferrocarril.

La estación comenzó a construirse en 1879, siguiendo el proyecto del ingeniero francés Émile Cachelièvre,quien perteneció a la escuela de Gustave Eiffel. Durante años se relacionó la obra con el propio Eiffel, erróneamente. En el proyecto también participaron los arquitectos españoles Calleja, Espinal y Uliarte. Cachelièvre aplicó un nuevo sistema, consistente en una serie de cuchillos armados unidos a los pilares y hundidos en los cimientos, presentado por Henri de Dion en la Exposición Universal de París de 1878. La construcción original de Dion se perdió, por lo que la estación tiene el valor añadido de ser la más antigua conservada que utiliza el sistema de Dion. La estructura metálica de la nave central fue construida en Bélgica por la firma Fives-Lille, como la estación de Orsay de París, y posteriormente transportada a Madrid para el montaje final. La obra fue inaugurada a las cuatro y media de la tarde del 30 de marzo de 1880, solo once meses después del comienzo de las obras, por el rey Alfonso XII acompañado del Gobierno de Cánovas del Castillo.
La ubicación definitiva de la estación se hizo en este lugar por encontrarse ya construida entonces la línea de circunvalación (el ferrocarril de contorno) que unía las estaciones del Mediodía y del Norte (actual Príncipe Pío). Se construyó en el antiguo solar del paraje denominado El Jardincillo, junto al antiguo "Palacio de las Delicias del Río", en el barrio del Perchel. Al tener que buscar la conexión con la citada vía de circunvalación, la estación no pudo edificarse en el mismo Paseo de las Delicias, sino en una zona situada siete metros por debajo de este a la que se llega por una cuesta con trazo en curva. Por esta razón, hoy en día no resulta visible desde el paseo, al haber sido ocultada por edificaciones posteriores. Aunque era una estación de cabecera, su diseño correspondía más al de una estación de paso, con los extremos libres y a los lados dos cuerpos paralelos. Se hizo para que uno sirviera para la entrada de pasajeros y el otro, menor, para la salida. La nave central, que cobijaba cinco vías, era un espacio completamente diáfano. Seguía así la tipología del resto de las estaciones construidas por la época en Europa, pero con la peculiaridad citada de situar el andén de llegada a un lado y el de salida enfrente.

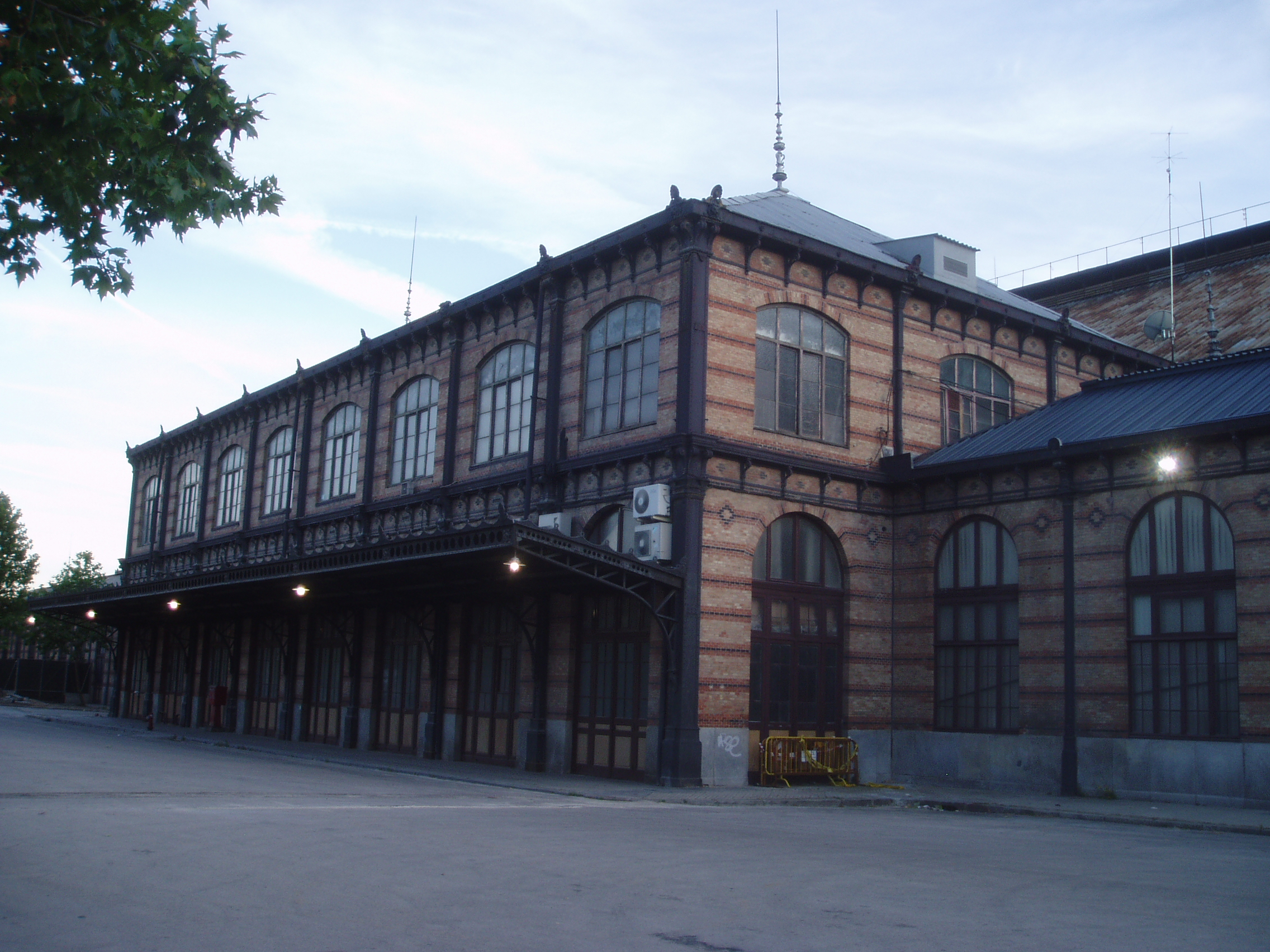
Uno de los cuerpos laterales de la estación en la actualidad.

El edificio principal, de un gran racionalismo y con la mínima ornamentación, utilizaba en su construcción hierro y vidrio. De los muros laterales, de doce metros de alto, salen 18 cerchas metálicas distanciadas diez metros, sobre las que se apoya la cubierta. La nave tiene 170 metros de largo, 35 de ancho y 22,5 de alto y en ella podían entrar a la vez cinco trenes de veinte coches. Los pabellones laterales están más decorados. Se usaron para su construcción ladrillos de dos colores, rojo y negro, y tiene reminiscencias mudéjares, siguiendo el estilo tan utilizado en la época en la ciudad. El precio de la obra fue de dos millones de pesetas (unos 12 000 €). Para ajustar el presupuesto, en la cubierta de la nave central se empleó chapa ondulada galvanizada en lugar de pizarra, aunque esta sí se utilizó en los pabellones laterales. Su inauguración supuso un acontecimiento para la ciudad, ya que por entonces no existían todavía los edificios definitivos de las estaciones del Mediodía y del Norte. Aunque no ha sufrido importantes variaciones desde su construcción, porque desde el comienzo tuvo completas todas sus instalaciones, en 1906 se realizó una reforma. El pabellón de salida pasó a acoger desde entonces también las llegadas y así dejar espacio para instalar una línea de tranvías. Posteriormente se sustituyó la vía central por un andén y la pizarra de las naves laterales por placas onduladas de fibrocemento.

## Cinematografía
En la estación se han grabado varias películas, como Doctor Zhivago, Camarón, Amantes, Las cosas del querer, El amor perjudica seriamente la salud, Pánico en el Transiberiano y tomas internas para las series televisivas Cuéntame cómo pasó, Acacias 38, Las chicas del cable, Los Serrano, El tiempo entre costuras y Muchachada Nui.